# Perforissidae
De Perforissidae zijn een familie van uitgestorven insecten die behoren tot de onderorde cicaden (Auchenorrhyncha). 

## Taxonomie
- onderfamilie Cixitettiginae Shcherbakov 2007
  - Aafrita Szwedo and Azar 2013 Libanese amber, Barremien
  - Cixitettix Shcherbakov 2007 Taimyr amber, Rusland, Santonien
  - Foveopsis Shcherbakov 2007 Birmese amber, Myanmar, Cenomanien
    - Foveopsis fennahi Shcherbakov 2007
    - Foveopsis heteroidea Zhang et al. 2017

  - Iberofoveopsis Peñalver and Szwedo 2010 San Just amber, Escuchaformatie, Albien
  - Lanlakawa Luo et al. 2020 Birmese amber, Myanmar, Cenomanien
  - Tsaganema Shcherbakov 2007 Dzun-Bainformatie, Mongolië, Aptien
- onderfamilie Perforissinae Shcherbakov 2007
  - Cretargus Shcherbakov 2007 Taimyr amber, Rusland, Santonien
  - Perforissus Shcherbakov 2007 New Jersey amber, Turonien
- †Aonikenkissus Petrulevicius et al. 2014 Mata Amarillaformatie, Argentinië, Cenomanien